# عليا مورو
عليا مورو صحفية وكاتبة مصرية المولد تقيم في لندن بالمملكة المتحدة.

## النشأة والتعليم
ولدت مورو في القاهرة. أمضت طفولتها تتنقل ذهابًا وإيابًا من القاهرة إلى لندن حتى قررت عائلتها الاستقرار في المملكة المتحدة.
حصلت على درجة البكالوريوس في علم الاجتماع وعلم النفس من جامعة سيتي لندن. وحصلت على درجة الماجستير في الصحافة من جامعة وستمنستر.

## مسيرتها
بدأت مورو حياتها المهنية كصحفية من خلال تغطية صناعة الموسيقى، ولا سيما موسيقى الأندرجراوند هيب هوب (بالإنجليزية: Underground hip hop)‏. انخرطت في الموضة وبدأت في إبداء التعليقات على القضايا الثقافية والاجتماعية. تكتب مورو أيضًا عن أسلوب الحياة وثقافة البوب. وقد استضافتها محطات إذاعية مثل بي بي سي لمناقشة الحاجة إلى زيادة التنوع في التمثيل الإعلامي.
وهي كاتبة عمود في مجلة ريستلس. كتبت أيضا لمجلة نيويورك وريفايناري29 وفايس وغير ذلك.

## مؤلفاتها
قامت مورو بتأليف كتاب المذكرات والتعليقات الأكثر مبيعًا «الحرية الكبرى: الحياة كامرأة شرق أوسطية خارج الصور النمطية» (2019). في الكتاب، ناقشت مورو خلفيتها الثقافية المزدوجة، والتي سببت لها حيرة وأزمة هوية. يحتوي الكتاب أيضًا على روايات عن نساء الشرق الأوسط. واستكشفت مورو الصور النمطية والأعراف الاجتماعية والثقافية التي تتعرض لها نساء الشرق الأوسط - في العالم الغربي والشرق الأوسط على حد سواء - في محاولة لمواجهتها وإزالة الوصم عنها. يفحص الكتاب أشكالا مختلفة من التمييز بين الجنسين، سواء من خلال معايير الجمال أو من خلال الموضوعات المحظورة مثل العلاقات والجنس والدين وما إلى ذلك.